# Leptactina euclinioides
Leptactina euclinioides är en måreväxtart som beskrevs av Karl Moritz Schumann. Leptactina euclinioides ingår i släktet Leptactina och familjen måreväxter. Inga underarter finns listade i Catalogue of Life.